# Ulianópolis
Ulianópolis est une municipalité brésilienne située dans l'État du Pará.